# Thomas Gnielka
Thomas Gnielka (Berlino, 1928 – Herold, gennaio 1965) è stato un giornalista tedesco.

## Biografia
All'età di 15 anni, faceva parte di un gruppo di ragazzi della scuola secondaria dove studiava a Berlino per essere arruolato nel servizio militare. I ragazzi furono mandati in una base vicino ad Auschwitz, in Polonia. A causa dei numerosi incarichi di sorveglianza nel campo di sterminio nella seconda metà del 1944, Gnielka venne a conoscenza delle varie atrocità della Shoah mesi prima dell'arrivo dell'Armata Rossa nel gennaio del 1945, che aprì la strada a una più ampia conoscenza sulle atrocità naziste. Come giornalista investigativo di un giornale regionale negli anni ′50 e all′inizio degli anni ′60 aiutò a garantire che questi aspetti della Germania nazista non potessero essere dimenticati. Un fascicolo di documenti trasmesso da Thomas Gnielka al procuratore Fritz Bauer innescò i processi di Auschwitz del 1963-65 a Francoforte.
Gnielka morì di leucemia alcuni mesi prima dell′agosto del 1965, quando il Tribunale emise le sentenze sui venti imputati. Il discorso al suo funerale a Herold fu tenuto dallo scrittore Heinrich Böll.